# Wjatscheslaw Iljitsch Tolkatschow
Wjatscheslaw Iljitsch Tolkatschow, auch Tolkatschew, (russisch Вячеслав Ильич Толкачёв oder Толкачев, belarussisch Вячаслаў Ільіч Талкачоў Wjatschaslau Iljitsch Talkatschou; * 24. Februar 1948) ist ein ehemaliger sowjetischer Biathlet, Biathlontrainer und heutiger Dartspieler und -trainer.
Tolkatschow war einer der ersten Belarussen in der sowjetischen Nationalmannschaft und hatte seinen ersten internationalen Erfolg bei den Junioren-Weltmeisterschaften 1969 mit Platz vier im Einzel und dem Titelgewinn mit der Staffel. Die einzigen Podestplätze bei den Meisterschaften der UdSSR erreichte er 1978, als er Dritter im Sprint und Gewinner des Einzels war. Im selben Jahr war er bei der ersten Auflage des Biathlon-Weltcups erfolgreich. Gemeinsam mit Alexander Jelisarow, Alexander Tichonow und Wladimir Wwedenski wurde er mit der Staffel UdSSR II Zweiter bei der vierten Weltcupstation in Murmansk. Nach seiner Karriere als Aktiver blieb er als Trainer im Biathlonsport. Von 1993 bis 2000 war er Nationaltrainer von Belarus.
Danach wandte er sich dem Dartsport zu und wurde 2006 belarussischer Meister. Daneben lehrt und trainiert er Darts in einer privaten Schule für Businessmanagement im Perwomaisk, Rajon Usda, Woblast Minsk.